# Дителлурид осмия
Дителлурид осмия — бинарное неорганическое соединение
осмия и теллура
с формулой OsTe2,
чёрные кристаллы.

## Получение
- Сплавление стехиометрических количеств чистых веществ:

{\displaystyle {\mathsf {Os+2Te\ {\xrightarrow {T}}\ OsTe_{2}}}}

## Физические свойства
Дителлурид осмия образует чёрные кристаллы
кубической сингонии,
пространственная группа P a3,
параметры ячейки a = 0,63970 нм, Z = 4
.